# Boudlerbach
Boudlerbach (lb. Buddelerbaach, niem. Budlerbach) – mała miejscowość (lieu-dit) we wschodnim Luksemburgu, w kantonie Grevenmacher, w gminie Biwer. Do 3 października 2015 miejscowość leżała w dystrykcie Grevenmacher. Liczy 27 mieszkańców (1 stycznia 2023).